# Rossignol bleu
Larvivora cyane
Espèce
Statut de conservation UICN

 LC  : Préoccupation mineure
Le Rossignol bleu (Larvivora cyane, anciennement Luscinia cyane) est une espèce d'oiseaux de la famille des Muscicapidae.

## Description
Cet oiseau présente un plumage bicolore : bleu pour les parties supérieures et blanc pour les inférieures.

## Répartition
Il vit en Sibérie, au Japon, en Mongolie et en Chine.

## Habitat
Son habitat est la forêt de conifères aux sous-bois denses et à proximité des rivières.

## Taxonomie
S'appuyant sur diverses études phylogéniques, le Congrès ornithologique international (classification version 4.1, 2014) déplace cette espèce, alors placée dans le genre Luscinia, dans le genre Larvivora.

### Sous-espèces
D'après la classification de référence (version 5.2, 2015) du Congrès ornithologique international, cette espèce est constituée des sous-espèces suivantes (ordre phylogénique) :
- L. cyane bochaiensis Shulpin, 1928 vit en Sibérie et dans le nord de la Mongolie ;
- L. cyane cyane (Pallas, 1776) vit dans l'est sibérien, le nord-est de la Chine et en Mongolie ;
- L. cyane nechaevi (Red'kin, 2006) vit sur l'île Sakhaline et les îles Kouriles.